# Alidade

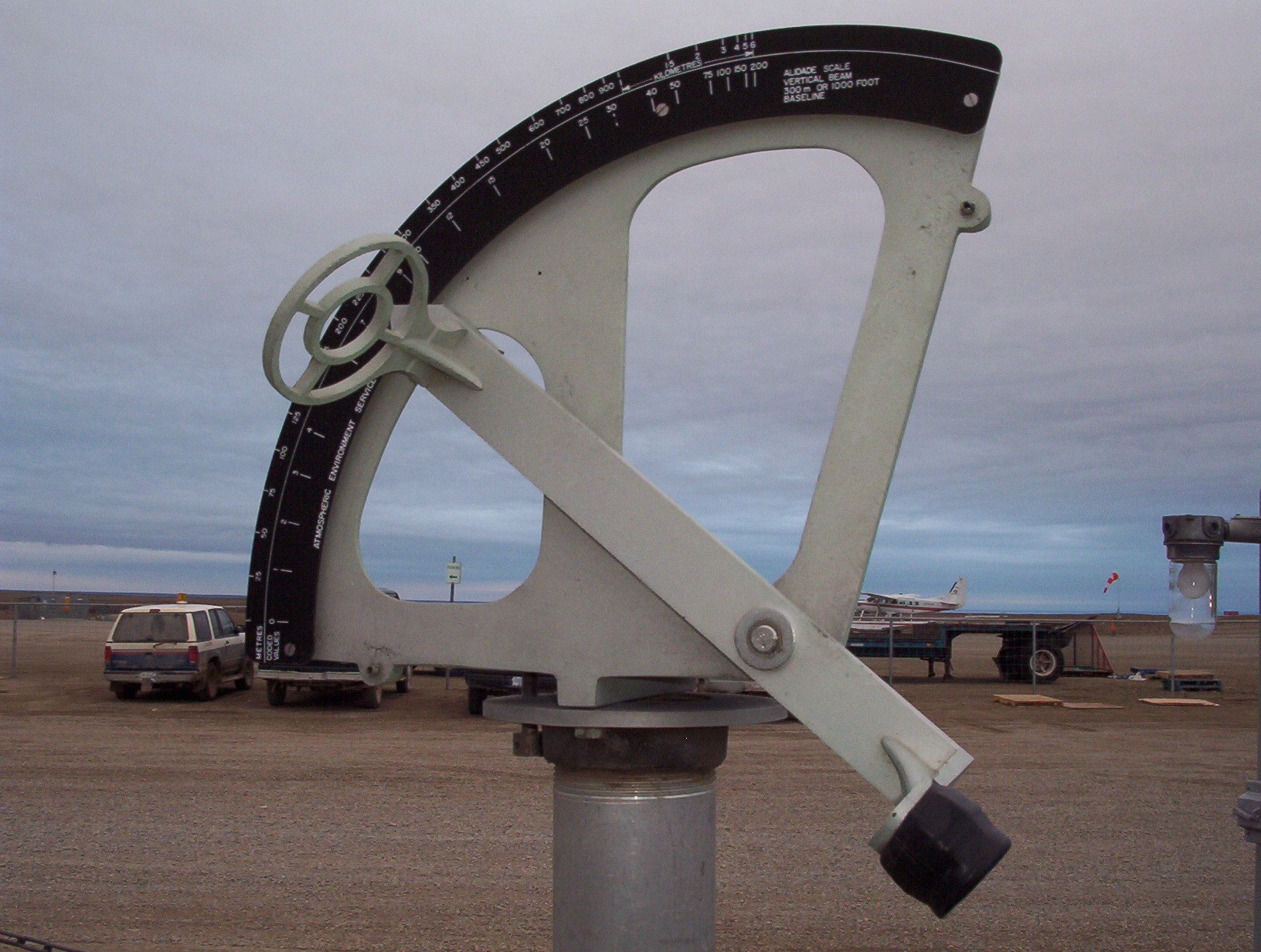

Alidade, no contexto da astronomia, é um dispositivo de campo destinado a medir ângulos mediante o alinhamento óptico (olho do observador) com uma estrela sobre um marco qualquer. 
Pode ser um monumento, a torre de uma igreja, a ponta de uma pirâmide ou outro, que quando alinhado com o olho do observador, "por precisão", marca o cruzamento da abertura angular. Atualmente existem réguas com articulação e jogos de espelhos para medir ângulos, porém a precisão pode deixar a desejar.